# 陳玉峰 (彩繪匠師)
陳玉峰（1900年3月1日—1964年3月21日）是臺灣彩繪匠師，出生於日治臺灣臺南縣臺南市，本名陳延祿，玉峰為字號，人稱祿仔司、祿仔仙或陳畫師，與潘春源同拜泉州畫家呂璧松為師。其作品主要遍及臺灣南部縣市，例如臺南大天后宮、澎湖天后宮、北港朝天宮、嘉義城隍廟等處都有其畫作。

## 生平

### 幼時
陳玉峰於臺灣日治時期明治三十三年（1900年）3月1日出生在今臺南市辜婦媽廟附近的合院大厝中，為家中第四個孩子，上面有兩個哥哥陳延九、陳延年以及一個姊姊陳凌花。而由於當時其父陳俊傑自鳳山搬來臺南後經營的小生意不太順遂，所以並未因家中增添男丁而有什麼特別的慶祝。而就在陳玉峰剛兩歲（虛歲3歲）時（1902年），其父積勞病逝，家計便落到其母親與兄長們身上。而在母親兄姐的照料下，陳玉峰養成了獨立自適的性格。:14-17
年幼時的陳玉峰常趁家人不注意時到東嶽帝廟一帶去玩，因而接觸了廟宇及四周書畫裱褙店裡的傳統圖像，啟發他在傳統繪畫的才能。1908年時，已到八歲學齡的他進入了公學校就讀，不過他主要的心力仍放在繪畫上。他的母親對這種狀況相當關切，而陳玉峰則仍堅持繼續繪畫，後來在他於新樓醫院擔任漢文老師的堂哥陳延齡勸說下，陳玉峰的母親才依著他的意願讓他繼續繪畫。:14-17

### 步入業界
1913年陳玉峰公學校畢業，開始接受堂兄陳延齡的教導，學習詩文漢學。隔年陳玉峰已經自立的大姊陳凌花為就近照顧弟弟並減輕母親負擔，便將他帶到自己位於人和街的住處，而當陳玉峰十五歲時，也是其姊幫他引介已象從業畫師拜師學藝。據說這時的陳玉峰已經可以幫人繪製喪葬石碑上的待刻紋樣，且由於收費隨意，不少人都會來找他畫紋樣。雖然在此時期，臺灣美術界的主流已經是西洋畫，但陳玉峰依然臨摹著《芥子園畫譜》、《吳友如畫集》等前人畫作。:22-28
1920年陳玉峰已經在臺南的業界立足，而為了更加精進畫技，他前往拜訪在這年於臺南客寓的泉州業餘水墨畫家呂璧松。兩人一見如故，交談甚歡，而陳玉峰更是受到他不少指點。而在呂璧松住在臺南的三年時間裡，陳玉峰幾乎每天只要有空便會前去拜訪，請他批評指教當日畫作。在呂璧松離開之前，他告訴陳玉峰要成為能在社會上立足的畫家，一定得要有創稿的能力，為此他將自己在臺南的各種自創畫稿送給陳玉峰，除當作紀念之外，也可供他執業時參考，另外他還鼓勵他如果有能力的話，最好能到閩粵的泉廈潮等地觀摩。:22-28而同一時期，陳玉峰經親友介紹，與臺南普濟殿附近的蔡治小姐成親，1922年其姊還象夫家請求將台町二丁目武廟旁的空屋借給夫妻二人居住。此時由於社會環境大好，在加上呂璧松與臺南粵東大浦匠師的建議、鼓舞，隔年（1923年）他與妻子小別，前往潮汕一帶遊歷。:32-42
陳玉峰在粵東潮汕地區遊歷了約大半年，於夏末秋初時回臺，而回臺不久，便經人介紹承接了一宗民宅彩繪工程，於該年冬天前往今臺南市東山區東正里的陳宅工作。而在順利完成這次工作後，他在1924年應標得澎湖天后宮重修後彩繪工程的粵東大浦匠師朱錫甘邀請前往參與工程。在這次的工程中，他負責三川殿次間位置的部分，以花鳥畫為主要題材，於其上落款「台陽居士」與「赤崁居士」。雖然作畫數量不多，但這次的工作使他獲得了大廟彩繪實作的體驗，並結識「妝佛旺」何旺等當地藝師。回臺後他得知妻子懷孕的消息，之後又在1926年受邀至今臺南市歸仁區媽廟村張宅繪圖。而在返回家後，他的女兒陳珠蘭也於該年出生。隔年，他又受邀至今臺南市白河區康樂路蘇宅、高雄市大樹區莊宅彩繪。:32-42
除了彩繪工作之外，陳玉峰也在1929年與朋友合資創辦「台南天南影片公司」，在各地放映自日本引進的默片，而陳玉峰則負責佈景繪製。該公司在該年前往澎湖馬公進行第一回的巡迴播映，而陳玉峰亦攜帶三歲的女兒前往。之後在1930年與1931年他又承接了今臺南市山上區平陽里汪宅與蔡國壽宅。而在工作之餘，他也會摹寫前人畫作以日益精進，因而其畫作在1932年之後變得搶手，承接不少來自民家與僧道業者的工作。在1933年時，他又前往澎湖馬公城隍廟、虎井嶼大音宮與今臺南市七股區大寮里邱宅，而也在這一年，其外甥蔡草如與另一名青年鄭文淡拜他為師，在其教導下，蔡草如習得陳玉峰的彩繪技藝，而鄭文淡則專攻建築油漆與圖紋化色的技法。:62-83
1934年，陳玉峰一家遷至萬福庵附近的新居，並在該年喜獲麟兒陳壽彝。在此同時，他也常應好友馬壽源之邀，在其框裱店中作畫，並應當時臺南以上演歌仔戲而知名「大舞台」劇場老闆蔡祥之邀繪製舞臺佈景。之後陳玉峰在1937年前往桃園景福宮進行彩繪工作，並攜眷前往，於閒暇之時與家人、助手遊覽今桃園縣。該工程完工後，陳玉峰又應何旺之子王國忠邀請至五座闔澎公廟之一的馬公三官殿彩繪。:62-83
後來由於皇民化運動，陳玉峰的工作減少，但他仍在家中勤練畫工。後來由於磁磚畫興起，1938年安平協泰源號窯場請他前來繪製古典文人畫風的磁磚畫。此外為了增加收入，該年他與妻子前往廈門採購貨品打算做點小生意，順便增廣見聞。1941年隨著戰爭逐漸擴大，傳統彩繪市場陷入停擺，陳玉峰一方面與妻子共同批銷小雜貨，同時也開始傳授兒子彩繪技巧。1943年臺南大天后宮勉力在戰爭中進行整修，陳玉峰亦參與此次工程。之後他開始憑著以前與剪黏藝師何金龍共事時請益的塑造技藝與從老友何旺那得知的雕佛技法，開始用油土捏塑浮雕。:92-100

### 戰後

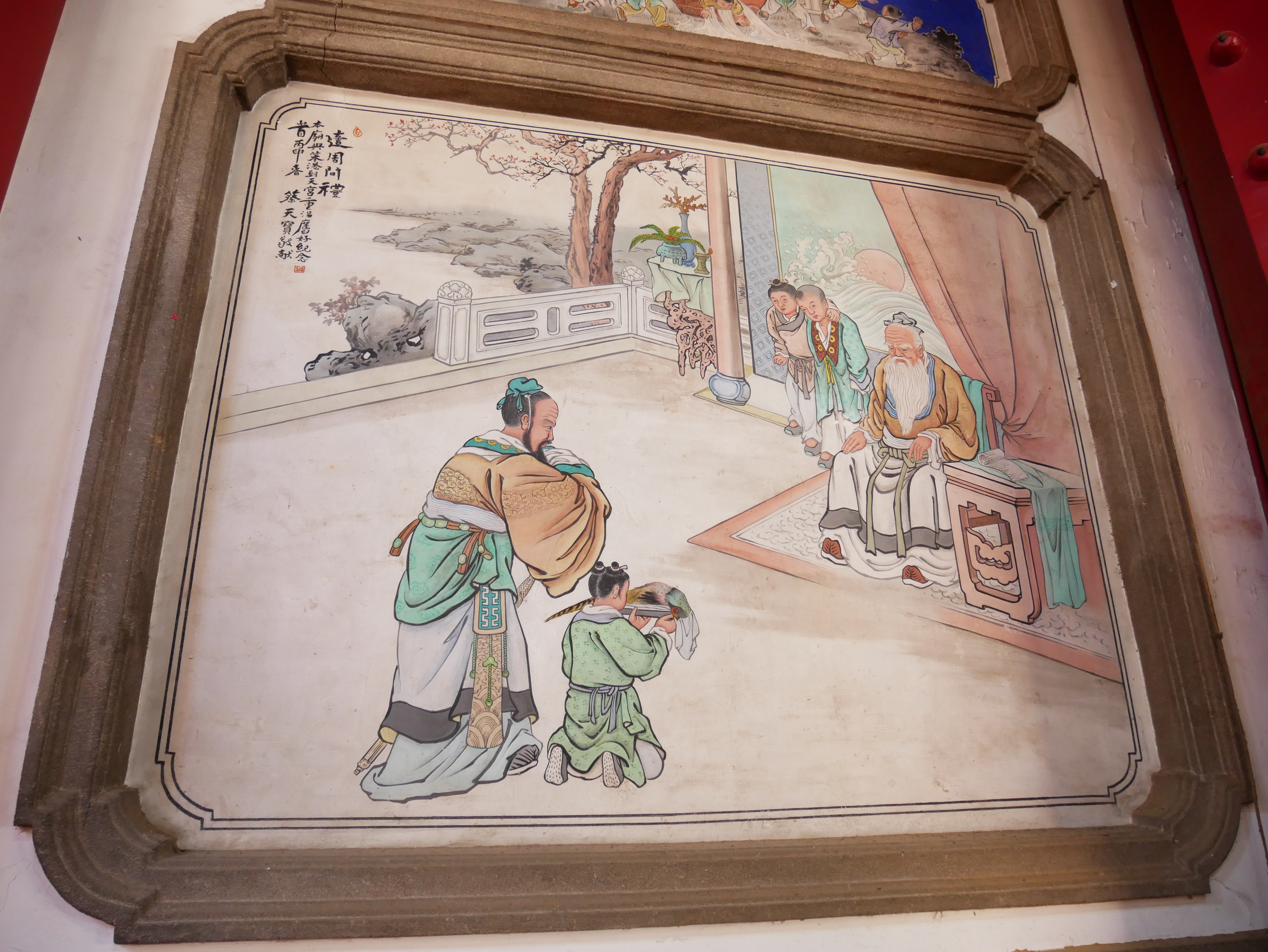
大天后宮「適周問禮」壁畫（1956年），上書「本廟與笨港朝天宮重溫舊好紀念」。

二次大戰結束後，陳玉峰最初以販售彩繪畫扇維生，生意奇佳，之後隨著許多臺灣家庭重新在正廳供奉神明畫像，臺南的宗教祭器業者紛紛請他繪製玻璃油彩廳頭畫，改善了家中生計。1948年，陳玉峰先後承接嘉義縣金獅寮王爺廟、笨港水仙宮與高雄旗後天宮，這時其子陳壽彝以參與工程之中，而陳玉峰也有了自己的工作團隊。隔年陳玉峰又應嘉義城隍廟之邀前往工作，其中門神的繪製是一大重點，陳玉峰在這次門神繪製中採用潮州技法，堪稱是其戰後門神創作的典型。
1950年因都市計畫，其位於民族路上的舊宅在拆遷之列，便搬到大天后宮附近，而在新居妥置之前，他曾暫住在大天后宮廂房中，繪製一本《百鳥畫冊》，為深具參考價值的臺灣民俗圖譜。之後陳玉峰又承接了臺南善化鎮慶安宮（1952年）、佳里鎮黃氏崇榮堂（1953年）、北港朝天宮（1954年）、雲林褒忠馬鳴山鎮安宮（1954年），民國四十五年（1956年）因臺南大天后宮與北港朝天宮有意重修舊好，請與兩廟都有關係的陳玉峰繪圖記此美事。
完成大天后宮的畫作後，他又至米街廣安宮彩繪，隔年又前往臺北萬華清水祖師廟工作，並順道探視遠嫁臺北的女兒。之後他又參與臺南縣西港鄉慶安宮（1958年）、澎湖望安永安宮、臺南天公壇與開基玉皇宮（均1959年）的工作，並在1960年彩繪北港朝天宮門神（今不存）及該廟法會所用的法壇彩畫（1961年秋完工）。而在他創作北港法壇畫的同時，臺南陳德聚堂重修完工，需要彩繪，陳玉峰便以「太丘長裔孫」派下身分前往彩繪，且以「陳老進」、「愧無墨知」、「後人所不能及」等署款表示自謙。:104-137
1962年陳玉峰因長年奔波，加上多年來口含煙斗、喜食醃漬鹹食，而患有肝疾。該年他未承接工作，至安平、宜蘭礁溪五峰旗瀑布、苗栗獅頭山等地旅遊。而在一年長假後，1963年他又至高雄左營慈濟宮、三山國王廟與臺北松山慈祐宮作畫。然而當他在臺北作畫時，已為秋末，北部濕冷天氣令他身體健康不好，肝疾亦隱隱發痛。年底畫作完工後，其女婿帶他到臺大醫院檢查，發現已經惡化成肝癌。其女兒請他留在台北治療，但陳玉峰堅持回臺南，遂在隔年農曆年前回到臺南，此時「臺南市國畫研究會」成立，因敬重陳玉峰的成就而聘請他為顧問，但陳玉峰的健康仍在惡化，於該年3月21日病逝。:139-140

## 作品
- 屏東縣里港蔡氏古厝（1918年）[4]，私人住宅，現為屏東縣歷史建築
- 臺南市東山區東正里東勢陳宅（1923年冬），私人住宅
- 屏東縣佳冬楊氏宗祠（1923年）[4]

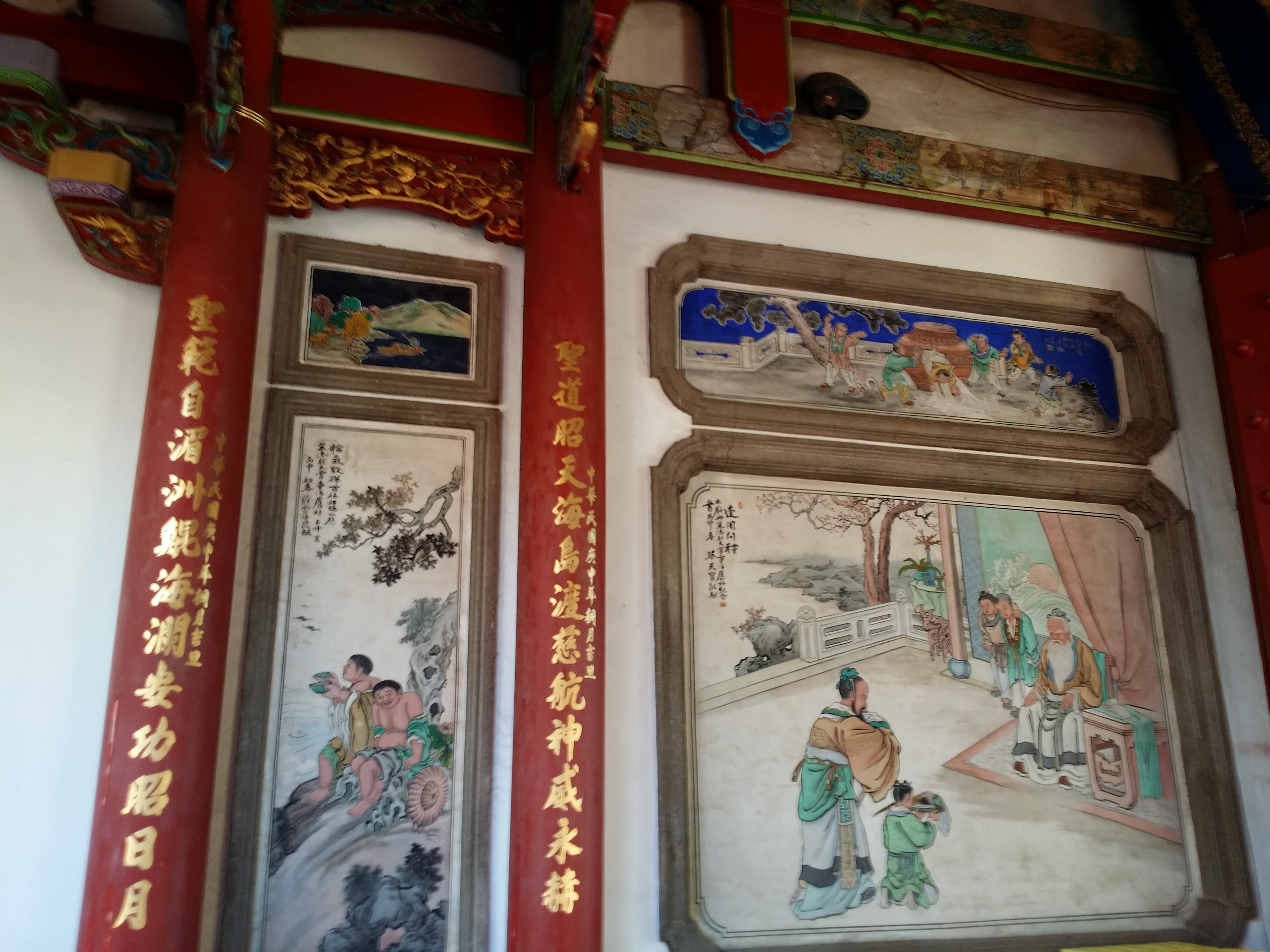
澎湖縣澎湖天后宮（1924年）：三川殿
- 臺南市歸仁區媽廟張宅（1926年），私人住宅
- 臺南市白河區康樂路蘇宅（1927年），私人住宅
- 高雄市大樹區莊宅（1927年），私人住宅
- 屏東縣崇蘭蕭氏家廟（1927年）
- 屏東縣南州鄉張家旭昇居（1929年）[4]，私人住宅
- 屏東縣屏東市宗聖公祠（1929年）[4]
- 臺南市山上區平陽村汪宅（1930年），私人住宅
- 臺南市蔡國壽宅（1931年），私人住宅
- 嘉義縣水上鄉善德堂（1932年）[5]
- 澎湖縣媽宮城隍廟（1933年），今已不存
- 澎湖縣虎井嶼大音宮（1933年），今已不存
- 臺南市七股區邱宅（1933年），私人住宅
- 屏東縣佳冬戴氏宗祠（1935年）[4]
- 桃園市桃園景福宮（1937年），今已不存
- 澎湖縣馬公三官殿（1937年），今已不存
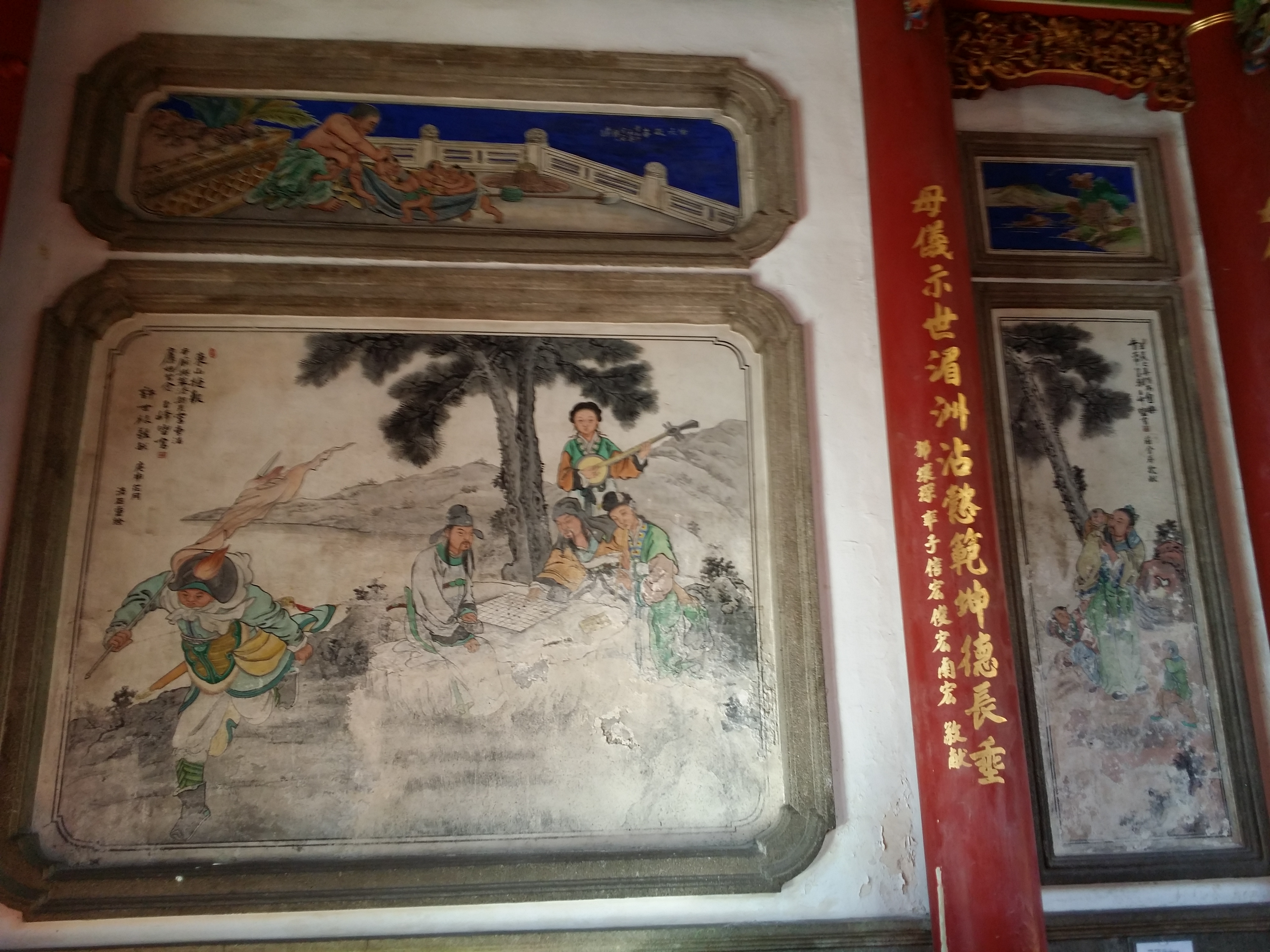
臺南市大天后宮（1943年）
- 嘉義縣金獅寮王爺廟（1948年）
- 嘉義縣笨港水仙宮（1948年）：宮廊牆、三川殿、正殿泥塑彩繪、門神彩繪[6]
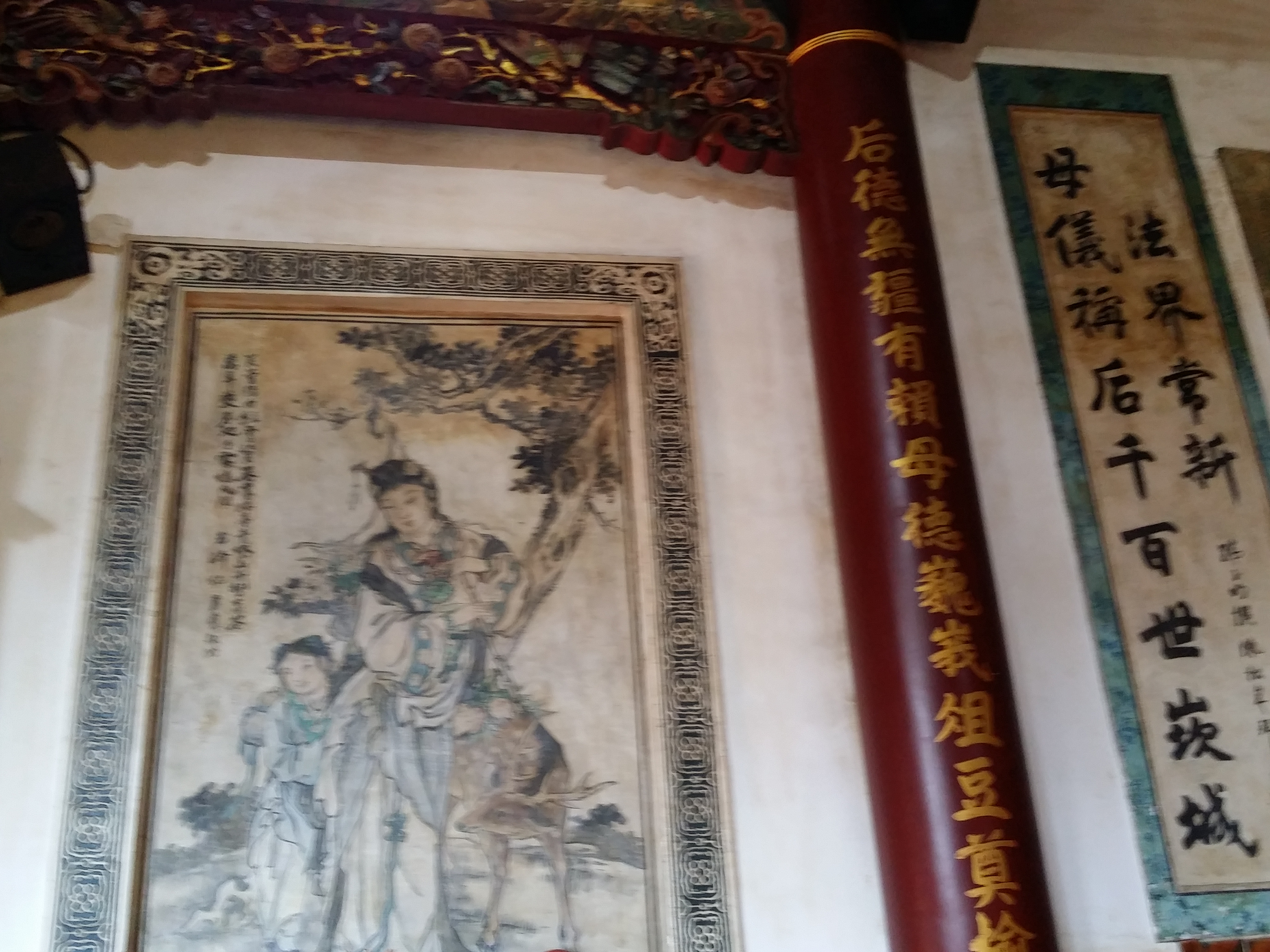
高雄市旗後天宮（1948年）
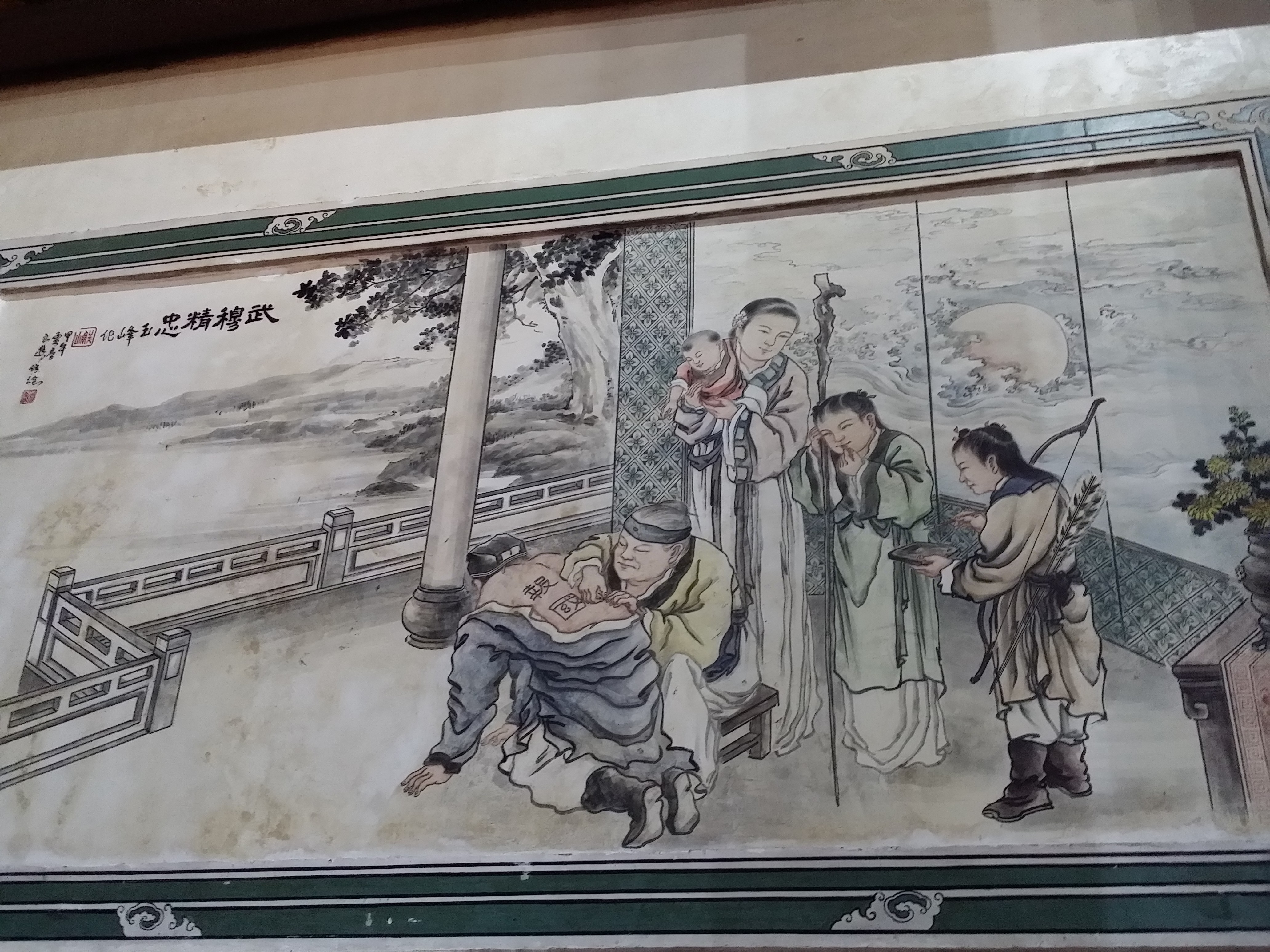
大天后宮「武穆精忠」

- 嘉義市嘉義城隍廟（1949年）：門神
- 臺南市善化慶安宮（1952年）
- 臺南市佳里區黃氏崇榮堂（1953年），已拆除
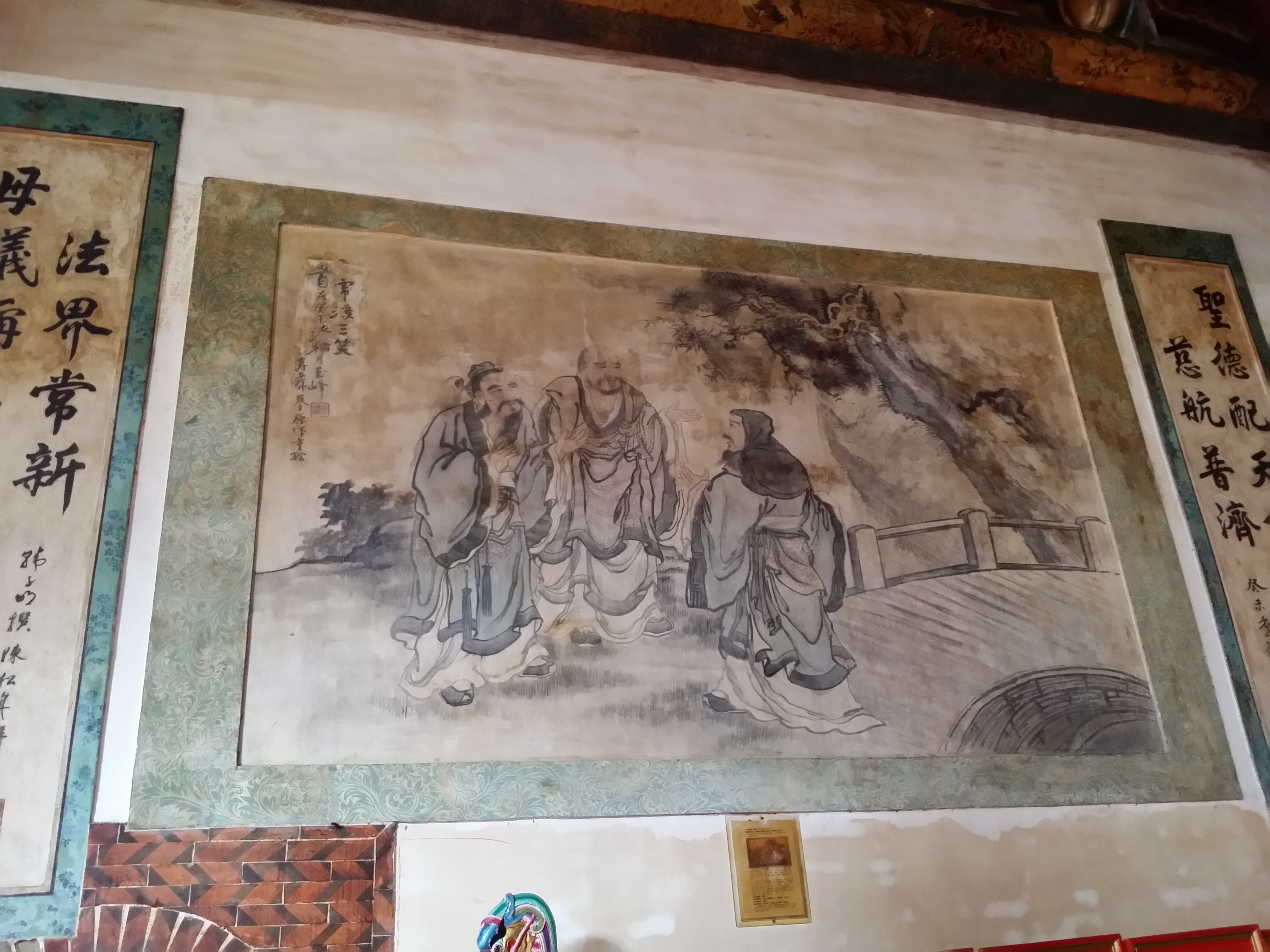
雲林縣北港朝天宮（1954年）：三川殿
- 雲林縣褒忠鄉馬鳴山鎮安宮（1954年）
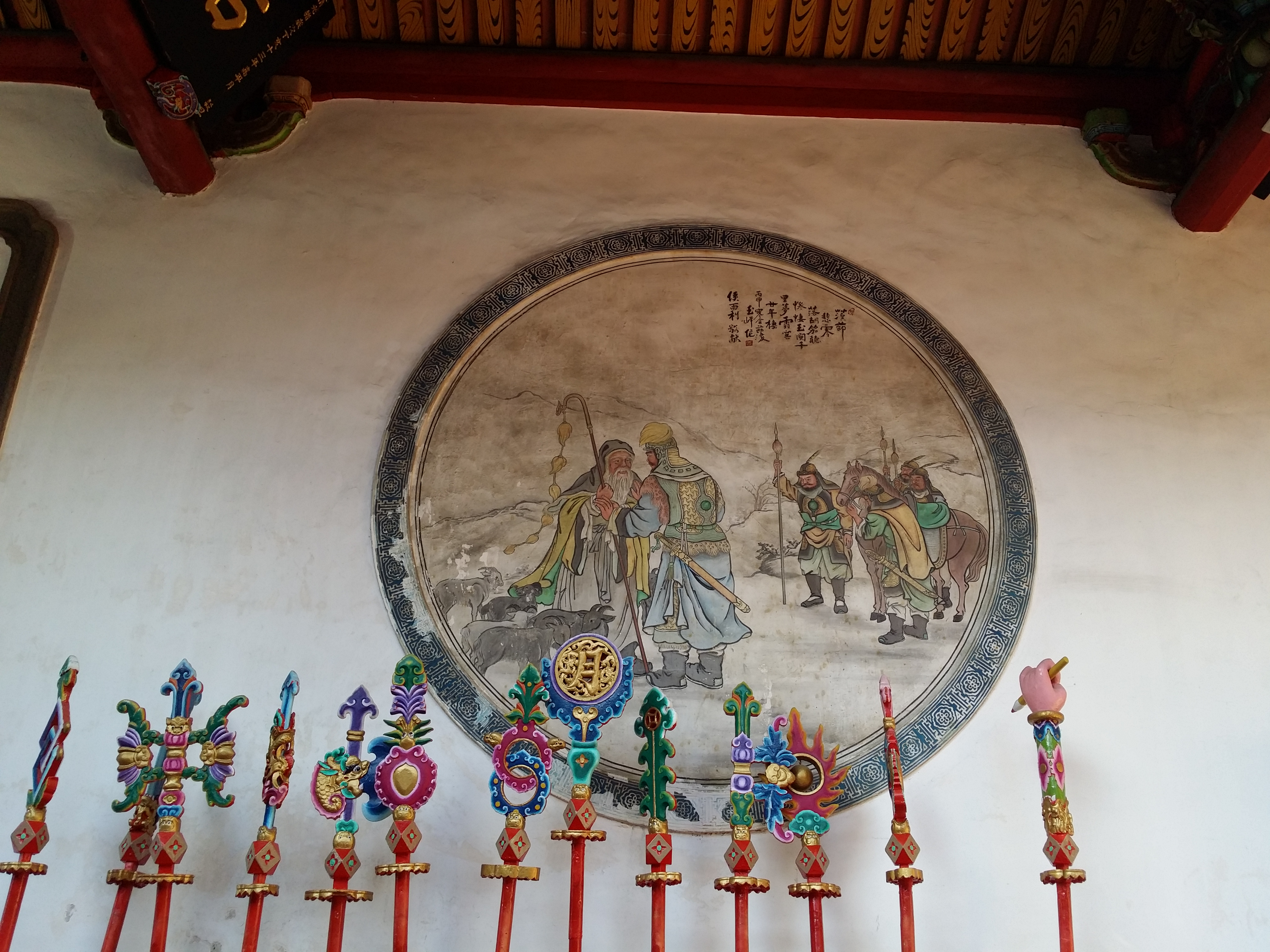
雲林縣北港朝天宮（1955年）：棟樑
- 臺南市米街廣安宮（1956年）
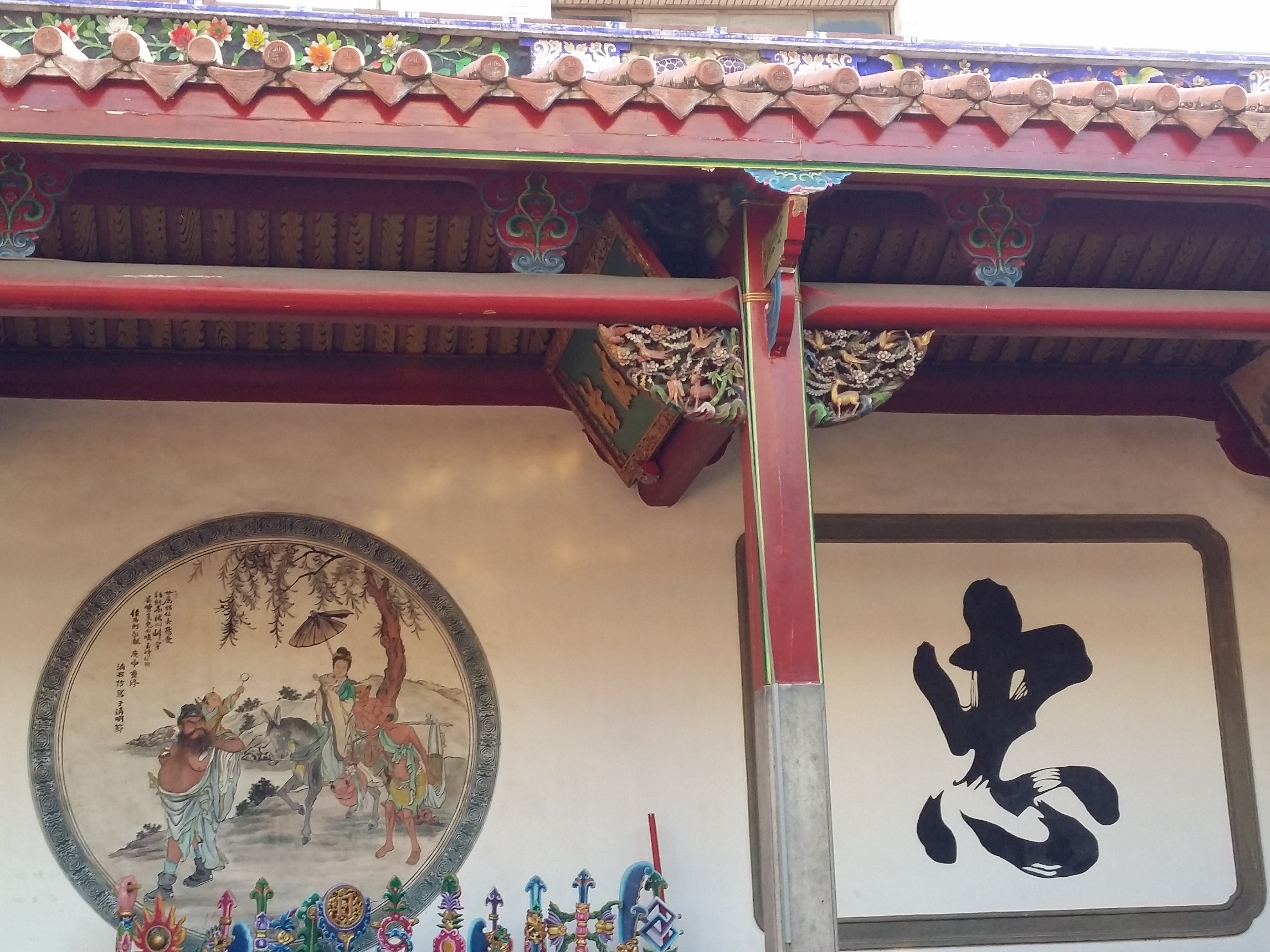
臺南市大天后宮（1956年）
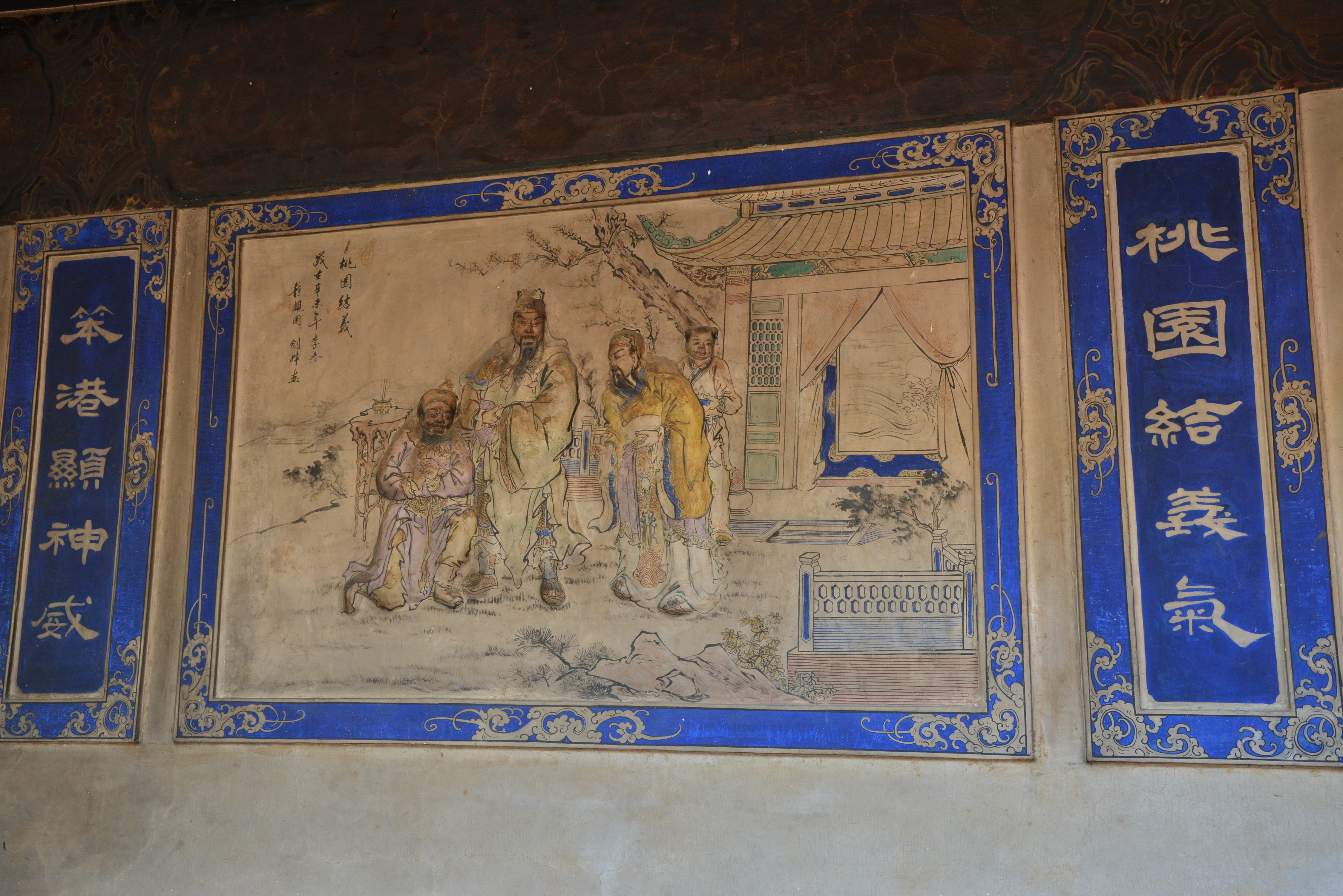
笨港水仙宮

- 臺北市艋舺清水巖（1957年），今已不存
- 臺南市西港慶安宮（1958年），今已不存
- 澎湖縣望安鄉將軍永安宮（1959年），今已不存
- 臺南市首廟天壇（1959年）
- 臺南市開基玉皇宮（1959年）
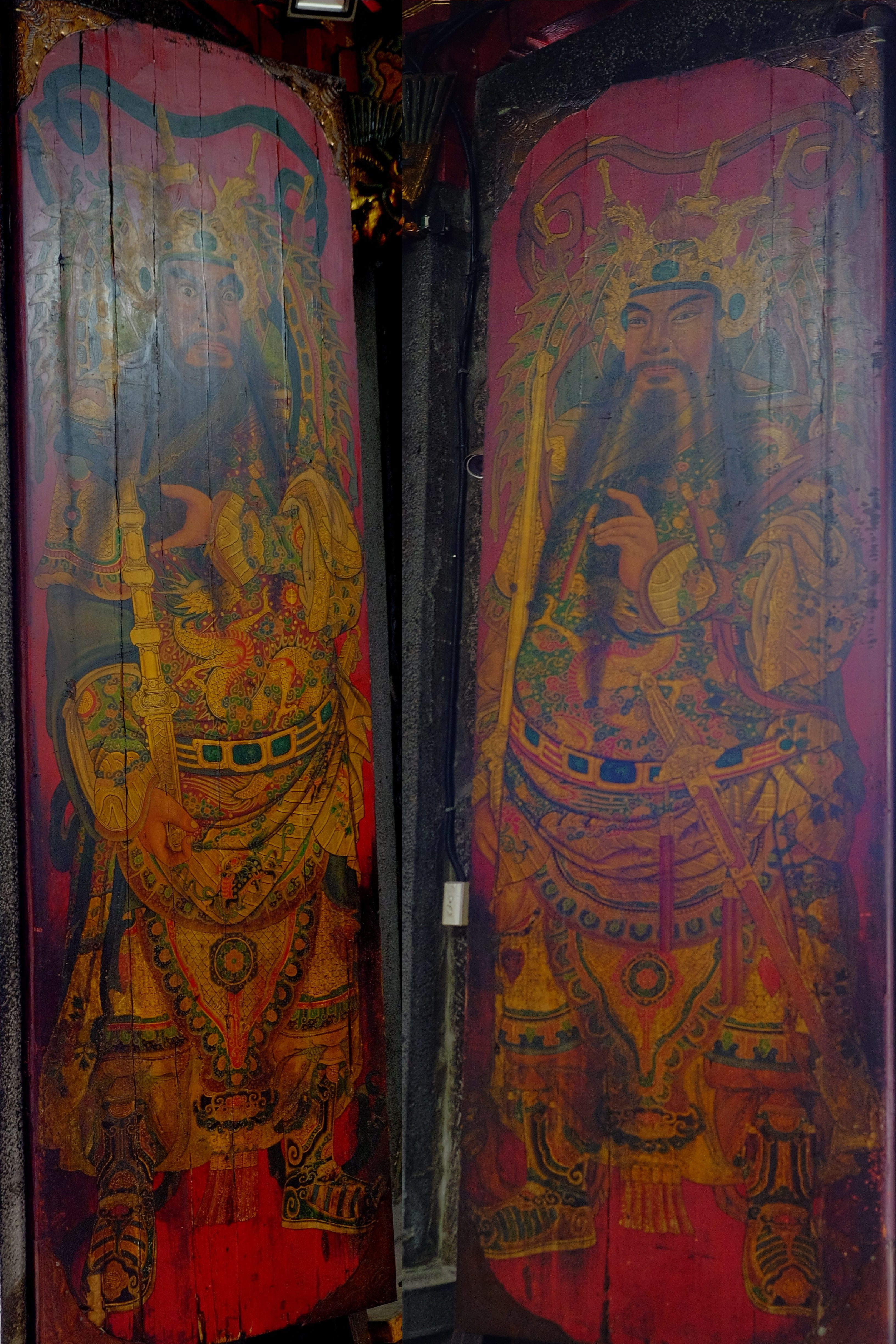
雲林縣北港朝天宮（1960年）：門神，今已不存
- 雲林縣北港朝天宮法會所用的法壇彩畫（1961年秋完工）
- 臺南市陳德聚堂（1961年）
- 高雄市左營區城邑慈濟宮（1963年），今已不存
- 高雄市左營三山宮（1963年），今已不存
- 臺北市松山慈祐宮（1963年），今已不存
- 臺北市士林慈諴宮  - 大天后宮
  - 大天后宮（丁清石重描）
  - 大天后宮
  - 大天后宮「武穆精忠」
  - 大天后宮
  - 大天后宮
  - 大天后宮
  - 笨港水仙宮
  - 士林慈諴宮門神

## 家族
- 陳玉峰的家族是來自福建泉州浯陽，當初只有其祖父陳侯田與其二哥陳侯約一同來臺，在今高雄縣鳳山市阿里港挖掘磁土販賣。光緒初年，陳玉峰之父陳俊傑因經商需要才搬至今臺南市。[2]:14、15、17
- 陳玉峰堂姊陳詠雪為前清秀才陳慶霟之女，嫁給臺南仕紳辛西淮。[7]:41陳詠雪與辛西淮育有2子2女。其女辛永春，嫁給首任民選高雄縣長洪榮華；次女辛永秋，嫁給毛昭葵，[7]:43毛昭葵為鹽分地帶文學家、醫師吳新榮妻弟。長子辛文炳，曾任臺南市長；次子辛文恭畢業於臺北帝國大學政治系。

| 來臺第一代 | 第二代                  | 第三代                                    | 第四代 |
| ---------- | ----------------------- | ----------------------------------------- | ------ |
| 陳侯約     | 不明                    | 不明                                      | 不明   |
| 陳侯田     | 陳俊傑 （娶王霞娘為妻） | 陳延九                                    |        |
| 陳侯田     | 陳俊傑 （娶王霞娘為妻） | 陳延年                                    |        |
| 陳侯田     | 陳俊傑 （娶王霞娘為妻） | 陳凌花 （嫁蔡家，其子蔡草如為陳玉峰弟子） |        |
| 陳侯田     | 陳俊傑 （娶王霞娘為妻） | 陳延祿（陳玉峰） （娶妻蔡治）             | 陳珠蘭 |
| 陳侯田     | 陳俊傑 （娶王霞娘為妻） | 陳延祿（陳玉峰） （娶妻蔡治）             | 陳壽彝 |
| 陳侯田     | 陳俊傑 （娶王霞娘為妻） | 陳雪花                                    |        |
| 陳侯田     | ？                      | 陳延齡                                    |        |